# Brylluppet mellem Albert II, Fyrste af Monaco, og Charlene Wittstock
Brylluppet mellem Albert II, Fyrste af Monaco og Charlene Wittstock fandt sted den 1. og 2. juli 2011 i Fyrstepaladset i Monaco. Det er blevet beskrevet som Monacos "største fest i 55 år", med andre ord den største fest siden brylluppet mellem Alberts forældre, Rainier III og Grace Kelly. Prins Albert og Charlene Wittstock mødtes første gang i 2000 ved en svømmekonkurrence i Monaco, hvor hun deltog. De annoncerede deres forlovelse den 23. juni 2010.

## Par
Fyrst Albert II er den nuværende fyrste af Monaco, der efterfulgte sin far Rainier III i april 2005. Charlene Wittstock blev født i Rhodesia (nu Zimbabwe), men flyttede til Sydafrika med sin familie, da hun var 12. Hun har repræsenteret Sydafrika i svømning, og deltog i OL i Sydney i 2000. Hun mødte Fyrst Albert ved 2000-Marenostrum International Swimming Meet i Monaco, som han præsiderede over. Hun trak sig tilbage fra svømning i 2007. Fyrst Albert var også en atlet, der konkurrerer i bobslæde ved fem OL.
Parret blev først set sammen i 2006. Spekulation var udbredt om, at de var at blive gift i 2009, og de annoncerede endelig deres forlovelse den 23. juni 2010.
I løbet af ugen før brylluppet blev palæet tvunget til at benægte rapporter om at Wittstock havde fået kolde fødder. Den fransk ugemagasin L'Express rapporterede, at Wittstock forsøgte at forlade Monaco tirsdag den 28. juni efter at rygterne dukkede op om, at Albert havde et tredje uægte barn. I rapporten hævdede Monacos politi at have opsnappet hende på Nice Côte d'Azur Airport og konfiskerede hendes pas, og at det tog "intense overbevisninger" fra Albert og paladsets embedsmænd for at få hende til blive. Slottet kaldes historierne "grimme rygter" født ud af jalousi..

## Baggrund
To dages festlighederne blev erklæret.
Kommentatorer siger, at brylluppet vil være vigtigt for Monaco, for at overleve som skattely. Monegaskiske myndigheder mente, at begivenheden vil øge turismen.

### Forlover og brudepige
- Forlover: Christopher Levine (fætter til gommen, søn af prinsesse Graces søster Elizabeth Anne).[12]
- Brudepige: Donatella Knecht de Massy (født Dugaginy) (hustru til gommens fætter, Keith Sébastien Knecht de Massy).[13][14]

## Frimærke
I anledning af Fyrst Albert II af Monacos ægteskab med Charlene Wittstock, den 1. juli 2011 udstedende myndighederne i Monaco et frimærke skabt af Georgy Shishkin (modtager af konkurrencen).

## Bryllupsdetaljer
Wittstocks brudekjole er designet af Giorgio Armani. Lexus var den officielle billeverandør til brylluppet. Bruden og gommen kørte i en Lexus hybridbil til Sainte-vie Kapel, hvor prinsesse Charlene lagde hendes brudebuket til Saint Devota, skytshelgen for Monaco, i overensstemmelse med Monaco tradition.

## Ceremonier

### Civil ceremoni
Festlighederne begyndte om natten til d. 30. juni med en koncert på Stade Louis II fra det amerikanske rockband Eagles. Koncerten blev overværet af 15.000 folk og brudeparret.
Den civile ceremoni fandt sted fredag den 1. juli 2011 i tronrummet i Prinsens Palæ. Ceremonien blev gennemført af Philippe Narmino, direktør for retsvæsen og formand for statsrådet. Wittstock bar en silke blå jakke med ankel-længde bukser af Chanel. Efter bekræftelse af Narmino underskrev det nygifte par ægteskabetpagt med en specielt oprettet pen lavet af Montblanc i guld og ædelsten og pyntet med deres monogram. I forbindelse med den civile ceremoni, modtag Wittstock den formelle betegnelse Hendes Serene Højhed Prinsesse af Monaco. Ved de 20 minutters ceremoni deltog også fyrst Alberts søstre Caroline, Prinsesse af Hannover og Prinsesse Stéphanie af Monaco.